# Olympische Sommerspiele 1928/Leichtathletik – Diskuswurf (Männer)
Der Diskuswurf der Männer bei den Olympischen Spielen 1928 in Amsterdam wurde am 1. August 1928 im Olympiastadion Amsterdam ausgetragen. 34 Athleten nahmen teil.
Olympiasieger wurde der US-Amerikaner Bud Houser vor dem Finnen Antero Kivi. Bronze ging an den US-Athleten James Corson.

## Rekorde

### Bestehende Rekorde
| Weltrekord         | 48,20 m  | Bud Houser ( USA) | Palo Alto, USA              | 2. April 1926 |
| Olympischer Rekord | 46,155 m | Bud Houser ( USA) | Finale OS Paris, Frankreich | 13. Juli 1924 |

### Rekordverbesserungen
Der bestehende olympische Rekord wurde zweimal verbessert:
- 47,00 m – James Corson (USA), Qualifikation am 1. August, zweiter Durchgang
- 47,32 m – Bud Houser (USA), Qualifikation am 1. August, dritter Durchgang

## Durchführung des Wettbewerbs
Am 1. August gab es eine Qualifikationsrunde in vier Gruppen. Für das Finale, das am selben Tag stattfand, qualifizierten sich die sechs besten Werfer aus den vier Gruppen. Dabei ging das Resultat der Qualifikation mit in das Endresultat ein.

## Qualifikation
Datum: 1. August 1928

### Gruppe 1

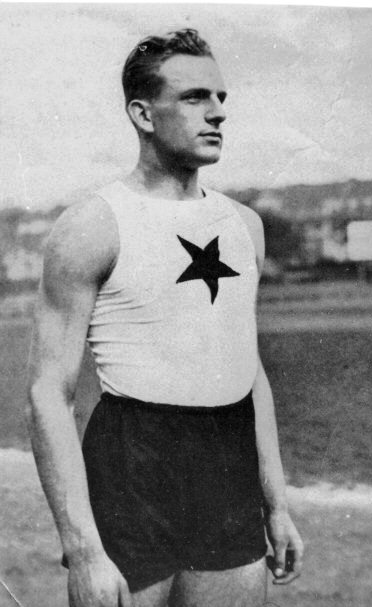
František Douda – ausgeschieden mit 41,19 m in Qualifikationsgruppe 1

| Platz | Name            | Nation             | Weite   | Anmerkung |
| ----- | --------------- | ------------------ | ------- | --------- |
| 1     | Antero Kivi     | Finnland           | 45,79 m |           |
| 2     | Johan Trandem   | Norwegen           | 43,97 m |           |
| 3     | Fred Weicker    | USA                | 43,81 m |           |
| 4     | István Donogán  | Ungarn             | 41,78 m |           |
| 5     | František Douda | Tschechoslowakei   | 41,19 m |           |
| 6     | Camillo Zemi    | Königreich Italien | 39,95 m |           |
| 7     | Gerrit Postma   | Niederlande        | 35,94 m |           |
| 8     | Fred Zinner     | Belgien            | 34,35 m |           |

### Gruppe 2

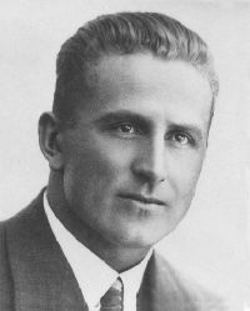
Gustav Kalkun – ausgeschieden mit 43,09 m in Qualifikationsgruppe 2

| Platz | Name                | Nation          | Weite   | Anmerkung |
| ----- | ------------------- | --------------- | ------- | --------- |
| 1     | James Corson        | USA             | 47,00 m | OR        |
| 2     | Harald Stenerud     | Norwegen        | 44,82 m |           |
| 3     | Gustav Kalkun       | Estland         | 43,09 m |           |
| 4     | Jānis Jordāns       | Lettland        | 42,78 m |           |
| 5     | Hermann Hänchen     | Deutsches Reich | 42,08 m |           |
| 6     | Dimitrios Karabatis | Griechenland    | 31,87 m |           |

### Gruppe 3
| Platz | Name             | Nation          | Weite   | Anmerkung |
| ----- | ---------------- | --------------- | ------- | --------- |
| 1     | John Anderson    | USA             | 44,25 m |           |
| 2     | Eino Kenttä      | Finnland        | 44,17 m |           |
| 3     | Ketil Askildt    | Norwegen        | 42,57 m |           |
| 4     | Arturo Conturbia | Schweiz         | 41,90 m |           |
| 5     | Kálmán Egri      | Ungarn          | 41,89 m |           |
| 6     | Gerrit Eijsker   | Niederlande     | 39,80 m |           |
| 7     | Hans Hoffmeister | Deutsches Reich | 39,17 m |           |
| 8     | Raoul Paoli      | Frankreich      | 36,82 m |           |
| 9     | Yoshio Okita     | Japan           | 36,38 m |           |
| 10    | Jesús Aguirre    | Mexiko          | 33,21 m |           |

In Qualifikationsgruppe 3 ausgeschiedene Diskuswerfer:

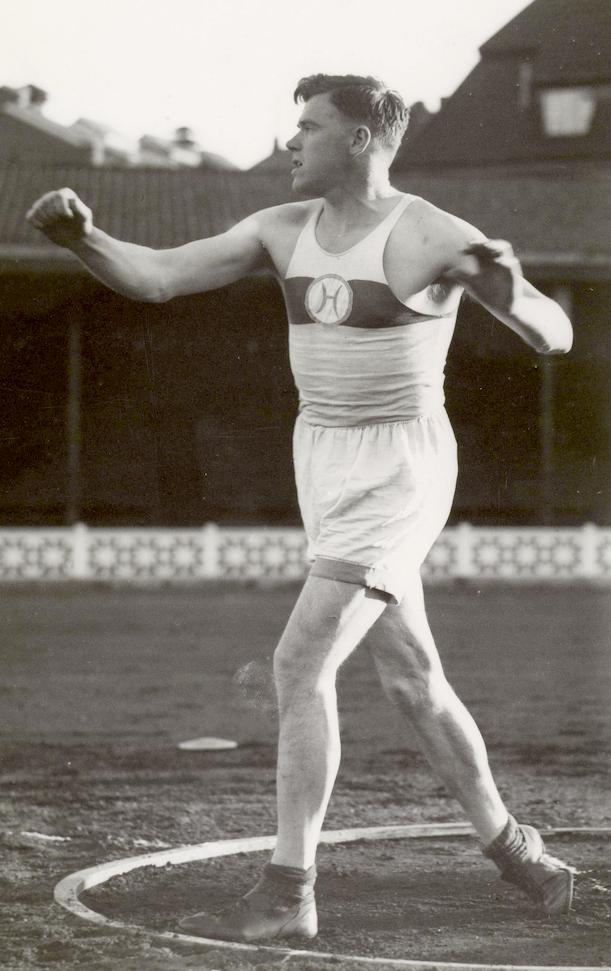
Ketil Askildt – 42,57 m
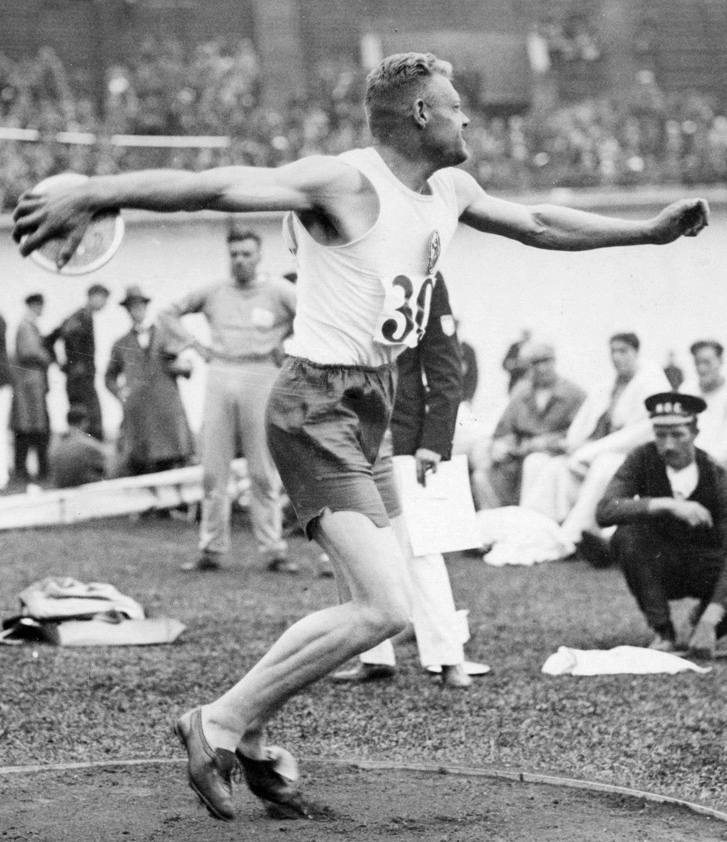
Gerrit Eijsker – 39,80 m
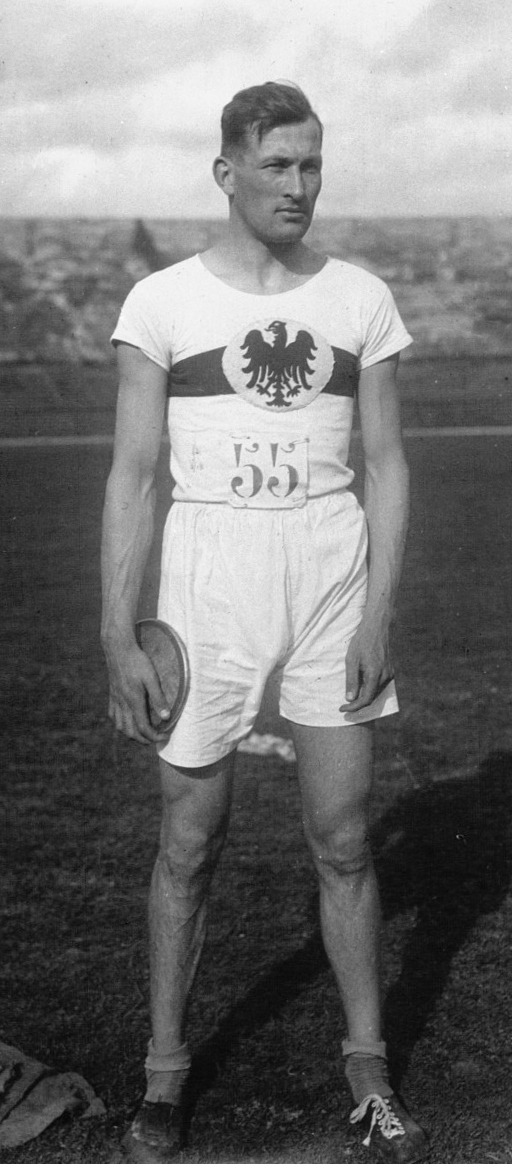
Hans Hoffmeister – 39,17 m
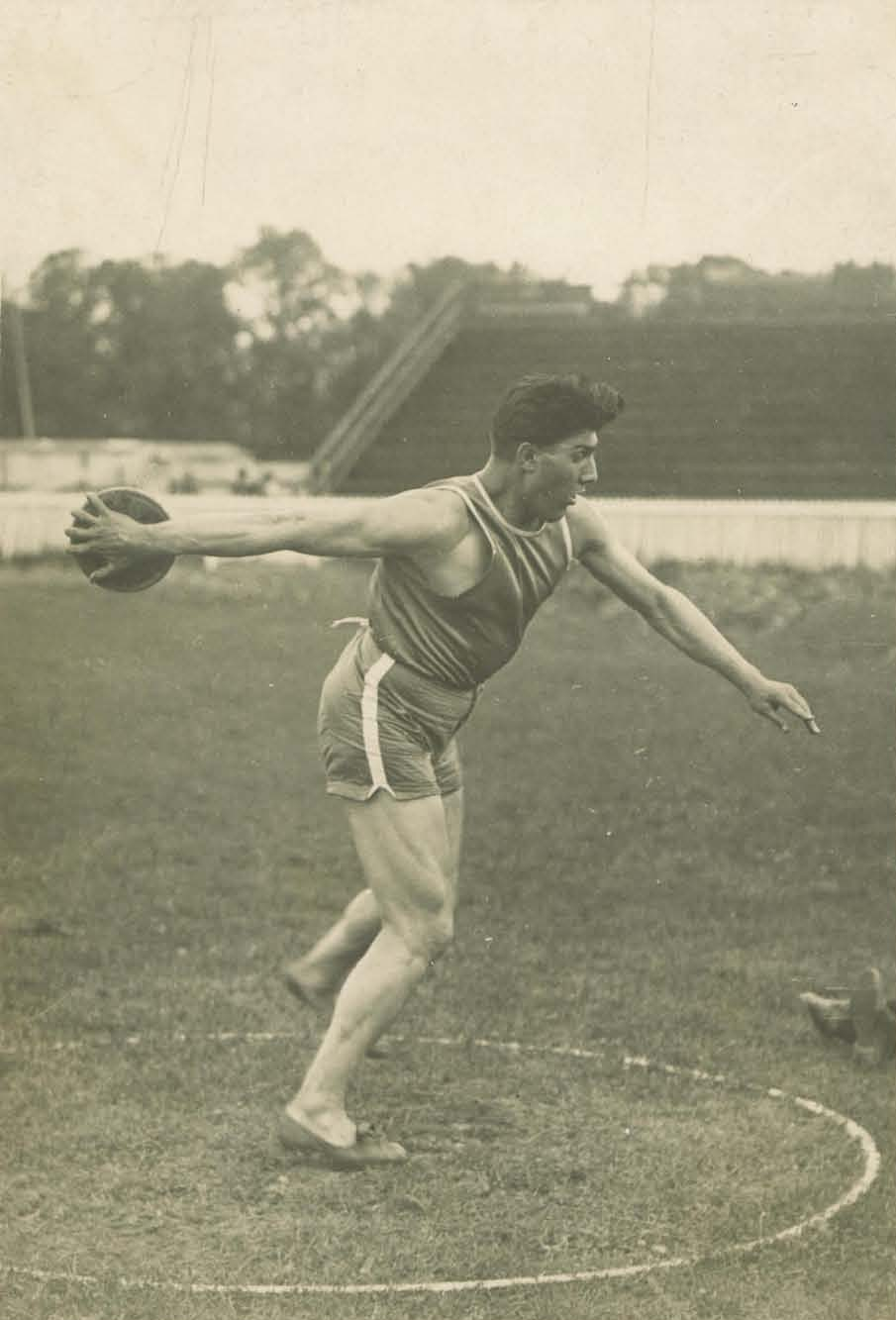
Raoul Paoli – 36,82 m
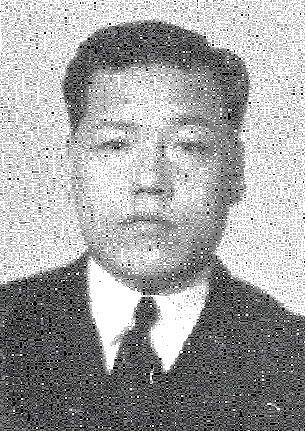
Yoshio Okita – 36,38 m

### Gruppe 4

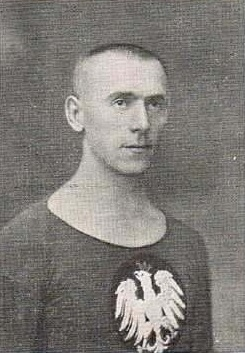
Józef Baran-Bilewski – ausgeschieden mit 41,77 m in Qualifikationsgruppe 4

| Platz | Name                 | Nation             | Weite   | Anmerkung |
| ----- | -------------------- | ------------------ | ------- | --------- |
| 1     | Bud Houser           | USA                | 47,32 m | OR        |
| 2     | Ernst Paulus         | Deutsches Reich    | 44,15 m |           |
| 3     | Heikki Taskinen      | Finnland           | 43,00 m |           |
| 4     | Józef Baran-Bilewski | Polen              | 41,77 m |           |
| 5     | Albino Pighi         | Königreich Italien | 41,42 m |           |
| 6     | Kálmán Marvalits     | Ungarn             | 41,17 m |           |
| 7     | Jules Noël           | Frankreich         | 40,23 m |           |
| 8     | Héctor Benaprés      | Chile              | 38,18 m |           |
| 9     | Ichiro Furuyama      | Japan              | 37,89 m |           |
| 10    | Ion David            | Rumänien           | 37,49 m |           |

## Finale und Resultat der besten Acht
Datum: 1. August 1928
Anmerkung:

x bedeutet ungültig
|       |                 |                 | Qualifikation                    | Qualifikation                    | Qualifikation                    | Finale                            | Finale                            | Finale                            |              |
| Platz | Name            | Nation          | 1. Versuch (m)                   | 2. Versuch (m)                   | 3. Versuch (m)                   | 4. Versuch (m)                    | 5. Versuch (m)                    | 6. Versuch (m)                    | Resultat (m) |
| ----- | --------------- | --------------- | -------------------------------- | -------------------------------- | -------------------------------- | --------------------------------- | --------------------------------- | --------------------------------- | ------------ |
| 1     | Bud Houser      | USA             | x                                | 00x                              | 47,32 OR                         | 45,00                             | 46,50                             | 43,00                             | 47,32 OR     |
| 2     | Antero Kivi     | Finnland        | 45,30                            | 45,00                            | 45,79                            | 46,00                             | 47,23                             | 42,00                             | 47,23        |
| 3     | James Corson    | USA             | 44,50                            | 47,00 OR                         | 45,00                            | 45,40                             | 46,50                             | 47,10                             | 47,10        |
| 4     | Harald Stenerud | Norwegen        | 43,00                            | 44,82                            | 43,00                            | 43,50                             | 42,00                             | 45,80                             | 45,80        |
| 5     | John Anderson   | USA             | 43,50                            | 44,25                            | 43,00                            | 44,50                             | 44,87                             | 43,00                             | 44,87        |
| 6     | Eino Kenttä     | Finnland        | 44,17                            | 42,00                            | 43,80                            | 40,50                             | 41,10                             | 42,00                             | 44,17        |
| 7     | Ernst Paulus    | Deutsches Reich | beste Qualifikationsweite: 44,15 | beste Qualifikationsweite: 44,15 | beste Qualifikationsweite: 44,15 | nicht für das Finale qualifiziert | nicht für das Finale qualifiziert | nicht für das Finale qualifiziert | 44,15        |
| 8     | Johan Trandem   | Norwegen        | beste Qualifikationsweite: 43,97 | beste Qualifikationsweite: 43,97 | beste Qualifikationsweite: 43,97 | nicht für das Finale qualifiziert | nicht für das Finale qualifiziert | nicht für das Finale qualifiziert | 43,97        |

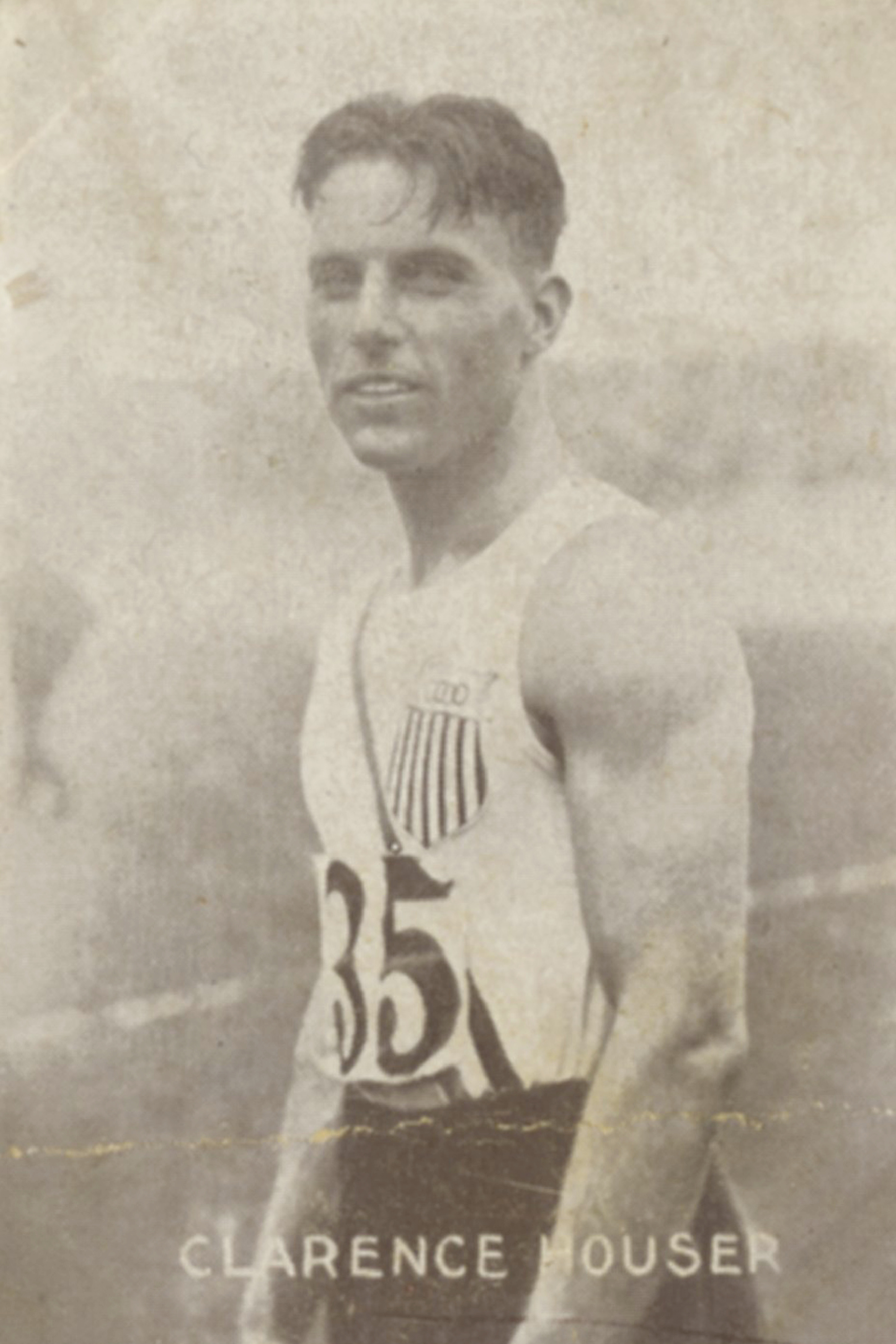
Olympiasieger Clarence "Bud" Houser auf einer norwegischen Sammelkarte

Äußerst eng und sehr hochklassig war der Ausgang bei dieser Diskuswurfkonkurrenz. Drei Werfer übertrafen die 47-Meter-Marke. Die Goldmedaille sicherte sich Bud Houser, der bereits 1924 Olympiasieger war. Mit 47,32 m erzielte Houser, dessen eigentliche Vornamen Lemuel Clarence waren, einen neuen olympischen Rekord. Die weiteren Medaillen gingen an den Finnen Antero Kivi – Silber – und den US-Amerikaner James Corson – Bronze. Die deutschen Teilnehmer enttäuschten in dieser Konkurrenz. Hans Hoffmeister, der Anfang Juli mit 48,77 m einen Weltrekord erzielt hatte, der offiziell nicht anerkannt wurde, schied schon in der Qualifikation aus. Er hatte allerdings mit einem Ersatz-Diskus werfen müssen, nachdem sein eigenes Wurfgerät nicht rechtzeitig vor Ort eingetroffen war. Ernst Paulus, Deutscher Meister mit 47,35 m, wurde Siebter.

## Video
- Many Debuts At The Amsterdam Games - Amsterdam 1928 Olympics, youtube.com, Bereich: 1:27 min bis 1:32 min, abgerufen am 22. Juni 2021